# Ney (Ohio)
Ney – wieś w Stanach Zjednoczonych, w stanie Ohio, w hrabstwie Defiance.